# Léon Bernot
Léon Bernot (ur. 26 lipca 1896 w La Côte-Saint-André, zm. 19 lutego 1975 w Bron) – francuski sztangista, brązowy medalista olimpijski.
Swój jedyny medal na arenie międzynarodowej wywalczył podczas letnich igrzysk olimpijskich w Antwerpii w 1920 roku. W wadze ciężkiej zajął trzecie miejsce, ulegając jedynie Włochowi Filippo Bottino i Josephowi Alzinowi z Luksemburga. Był to jednocześnie jego jedyny start olimpijski. 